# John Fitz-Patrick
John Fitz-Patrick (Newark, Inglaterra, 3 de noviembre de 1847- Montevideo, Uruguay, 2 de noviembre de 1928) fue un fotógrafo inglés radicado en Uruguay, que documentó eventos destacados de la historia política del país entre fines del siglo XIX y principios del siglo XX. Su vasta colección de negativos reviste un importante valor social e histórico.

## Biografía
Nació en Newark, Inglaterra, el 3 de noviembre de 1847. De niño vivió en Bélgica y en Estados Unidos. Diferentes fuentes citan su arribo a Uruguay en 1858 y en 1868, respectivamente.
En Montevideo trabajó como fotógrafo en el estudio de Saturnino Masoni, y luego en la empresa Chute & Brooks de los fotógrafos estadounidenses Lyman Chute y Thomas Brooks. 
A mediados de 1881, Fitz-Patrick trabajó realizando retratos junto a Clodomiro Rodríguez en la ciudad de Minas, y luego en San Carlos. En 1890 abrió su propio estudio en Montevideo, ubicado en la calle Rincón 176.
Se casó en 1885 con Juana Canepa, con quien tuvo cuatro hijos: Beatriz, Elena Angela (f. 1967), Víctor Juan (f. 1954), y Violeta. Vivieron en Agraciada 2471.
A lo largo de los años, documentó a través de la fotografía numerosos eventos oficiales y hechos trascendentes de la historia política de Uruguay. Asimismo, registró paisajes de Montevideo y continuó realizando trabajos por encargos privados. Colaboró además con varias revistas ilustradas, como "Caras y Caretas" y "La ilustración sudamericana".
En enero de 1923 vendió parte de su archivo (más de mil placas de vidrio) al Museo Histórico Nacional. En 1952, esa colección pasó a la Sección Fotocinematográfica y en la actualidad está en manos del Archivo Nacional de la Imagen (SODRE).
Fitz-Patrick murió en Montevideo el 2 de noviembre de 1928, a causa de congestión pulmonar, constatada por el Dr. Nuccelli.